# Holcojoppa formosana
Holcojoppa formosana är en stekelart som först beskrevs av Matsumura 1912.  Holcojoppa formosana ingår i släktet Holcojoppa och familjen brokparasitsteklar. Utöver nominatformen finns också underarten H. f. koreana.